# Episodi di Flikken - Coppia in giallo (seconda stagione)
La seconda stagione della serie televisiva Flikken - Coppia in giallo (Flikken Maastricht) è andata in onda nei Paesi Bassi dal 1º settembre 2008 su TROS.
In Italia ha esordito nel 2011 su Rete 4.
| nº | Titolo originale | Titolo italiano      | Prima TV Paesi Bassi | Prima TV Italia |
| -- | ---------------- | -------------------- | -------------------- | --------------- |
| 1  | Afgemaakt        | Verità nascoste      | 1º settembre 2008    |                 |
| 2  | Angst            | Paura                | 8 settembre 2008     |                 |
| 3  | Echte liefde     | Giochi d'azzardo     | 15 settembre 2008    |                 |
| 4  | Pillen           | Traffico di droga    | 22 settembre 2008    |                 |
| 5  | Kidnap           | Il rapimento         | 29 settembre 2008    |                 |
| 6  | Verliefd         | Vite allo sbando     | 6 ottobre 2008       |                 |
| 7  | Vermist          | Il bambino scomparso | 13 ottobre 2008      |                 |
| 8  | Runners          | Accuse e misteri     | 20 ottobre 2008      |                 |
| 9  | De bestorming    | Caduto in battaglia  | 27 ottobre 2008      |                 |
| 10 | Door het lint    | All'ultimo secondo   | 3 novembre 2008      |                 |